# Masters of Chant Chapter VI
Masters of Chant Chapter VI (2007) e il nono album dei Gregorian.

## Tracce
1. Guide Me God –  4:34 (Sinéad O'Connor)
2. Miracle of Love - 5:09 (Eurythmics)
3. Dreams – 4:46 (Fleetwood Mac)
4. The Circle - 5:14
5. Mad World - 5:20 (Tears for Fears)
6. Mercy Street - 5:37 (Peter Gabriel)
7. Believe In Me - 5:42 (Lenny Kravitz)
8. One Of Us - 5:37 (Joan Osborne)
9. Who Wants To Live Forever - 4:42 (Queen)
10. Crying In The Rain - 5:23 (The Everly Brothers)
11. Greensleeves - 5:14 (musica tradizionale)
12. Joga - 5:05 (Björk)
13. The Time Has Come - 3:50
14. Fix You - 5:03 (Coldplay)